# إرنست دبليو. آدامز
إرنست دبليو. آدامز (بالإنجليزية: Ernest W. Adams)‏ هو مهندس أمريكي، ولد في القرن العشرين في تلسا في الولايات المتحدة.